# حصار مراكش (1675-1677)
حصار مراكش ، هو حصار وقع بين سنتي 1675 إلى حدود سنة 1677 ، وواجه جيش السلطان مولاي إسماعيل بن الشريف أنصار مولاي أحمد بن محرز ، الذي تسلل إلى مدينة مراكش وسيطر  عليها.

## عملية
بدأ الحصار سنة 1675 ، بعدما استولى أحمد محرز على مراكش فتوجه المولى إسماعيل فورا إلى حصارها حصارا طويلا. تسبب في خسائر فادحة، خاصة في يونيو 1676.
انتهى الحصار الطويل في 26 يونيو 1677، بدخول إسماعيل بن شريف إلى مراكش، وهروب أحمد نحو سوس.